# Raymond-Max Aubert
Pour les articles homonymes, voir Aubert.
Raymond-Max Aubert, né le 15 mars 1947 à Innsbruck (Autriche), est un haut fonctionnaire et homme politique français.

## Biographie

### Origines et formation
Fils du préfet Jacques Aubert et frère de l'historienne Véronique Aubert, Raymond-Max Aubert est un ancien élève de l’École nationale d’administration (ENA, Promotion Voltaire 1980). Il en est sorti classé 36e sur 42 (voie administration économique).

### Carrière politique
Lors des élections cantonales françaises de 1988, il est élu conseiller général de la Corrèze (canton de Tulle-Urbain-Nord) du 3 octobre 1988 au 27 mars 1994. Il est réélu lors des élections de 1994 (mandat allant du 27 mars 1994 au 18 mars 2001). Il a été le candidat tête de liste de la droite aux élections régionales de 1992 en Limousin, élection remportée par la liste socialiste menée par Robert Savy. Il est cependant élu conseiller régional du Limousin du 22 mars 1992 au 15 mars 1998. En 1993, il est élu député RPR de la 1re circonscription de Corrèze face à François Hollande. Deux ans plus tard, il devient maire de Tulle, succédant au communiste Jean Combasteil. Il perd ces deux mandats en 1997 (député) et 2001 (maire), tous deux remportés par François Hollande. 
De leur passé commun à l'ENA, et de ces multiples confrontations politiques, une certaine rivalité au niveau local peut  être associée à ces deux hommes.
Il fut également secrétaire d’État chargé du Développement rural auprès du ministre de l'Aménagement du territoire Bernard Pons, dans le Gouvernement Alain Juppé I.

### Carrière administrative
Inspecteur général de l’Équipement, il fut délégué à l’aménagement du territoire et à l’action régionale (Datar) de 1995 à 1997.
En 2003, il a été élu président du conseil d'administration de l’Agence nationale pour le chèque-vacances (ANCV); puis, en 2009, président du conseil d'administration du Centre national pour de développement du sport (CNDS). 
Il eut été également vice-président délégué du conseil d'administration de la Fondation Veolia Environnement.

## Décorations
- Officier de la Légion d'honneur[13]

## Problèmes judiciaires
La cour d'appel de Paris avait validé, le 16 février 2007, contre l'avis du parquet, les mises en examen pour « détournements de fonds publics » engagées contre les directeurs de cabinet successifs de l'ancien maire de Paris entre 1983 et 1995, Robert Pandraud, Daniel Naftalski et Michel Roussin. Au total, une vingtaine de personnes furent poursuivies dans cette affaire, dont l'ancien secrétaire d'État Raymond-Max Aubert. 
Par la suite, il sera mis hors de cause dans cette affaire, ne faisant pas partie des dix accusés finaux de ce procès.